# 安芸高田市サッカー公園

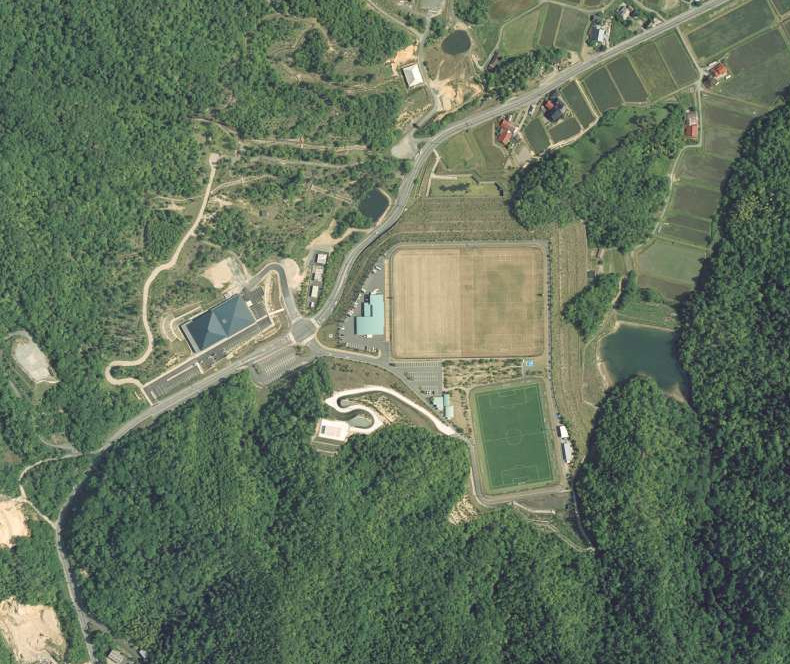
2005年

サンフレパーク 安芸高田市サッカー公園（サンフレパーク あきたかたしサッカーこうえん）は、広島県安芸高田市吉田町にあるサッカーグラウンド。旧称・吉田サッカー公園。
施設は安芸高田市が所有し、2022年4月1日より（株）サンフレッチェ広島が指定管理者として運営管理を行っている。2024年よりサンフレパークの愛称が付く。
主にJリーグサンフレッチェ広島トップチームおよびサンフレッチェ広島ユース(U-18)の練習場として利用されており、中国サッカーリーグや高校・クラブユース年代以下の公式戦会場としても使用されている。また安芸高田市「みつやの里スポーツクラブ」が施設を用いている。

## 施設
クラブハウスはトレーニングジムや会議場のほか、サンフレッチェ広島のグッズ販売や、過去の歴史などを紹介したミュージアムもある。かつてクラブハウス内のトレーニングジムは一般開放されていたが2022年から一般利用禁止となった。
遊具付きの憩いスペースもあり、隣には安芸高田市温水プールや花や緑のあふれる自然公園が整備されている。
- 敷地 : 18.5ha[3][4]
- 標高 : 288m[3]
- フィールド
  - 天然芝 : 105m×68m×2面(一体型)[3]
  - 人工芝 : 105m×68m×1面(ロングパイル人工芝)[3]
- 管理棟(クラブハウス)
  - 鉄骨鉄筋コンクリート構造地上2階建[3]
  - 延床面積 : 1,312m2 [3]
- 照明
- 得点板、客席などはない。見学用としてベンチがある[2]。
- 駐車場 : 約160台分利用可能[2][1]

一方で不便な面もある。
1. 広島市内からは遠距離で、公共交通機関で行こうと思うと非常に行きにくい。JR芸備線向原駅からバスで行けるが、本数が少ない上に、公園最寄りのバス停からは徒歩15分程度かかる。また向原駅からはタクシーで15分程度だが、行きは駅前からなので問題はないが、帰りのタクシーを拾うことが困難である。
2. 山地付近にあるので冬になると雪の影響を受けやすく、積雪により公園自体が閉鎖されることもある。
3. 簡易観客席がないため、練習や試合が見づらい。

以上の理由から、サンフレッチェは広島広域公園陸上競技場やその補助競技場で練習をおこなうこともある。

## 沿革
サンフレッチェ広島の前身であるマツダSCは、練習場にはマツダの福利厚生施設を用いていた。この流れは1992年4月サンフレッチェ広島誕生以降も続き、トップチームは呉市郷原のマツダ健保グラウンド、サテライトチームは安芸郡坂のマツダ鯛尾グランド、機械的なトレーニングやマッサージ等の体の手入れは南区大州のマツダ体育館と、それぞれが離れた位置にあり不便な状況だった。また1993年に発足したサンフレッチェ広島ユースにしても、広島市内での練習場の確保すらままならない状況だった。
これと平行して、サンフレッチェ広島誕生以降、チーム名を毛利元就の故事「三本の矢」にちなんで命名されたことから、元就ゆかりの地である高田郡吉田町（現安芸高田市）とサンフレッチェとの交流が始まった。その交流のなかで1993年9月、吉田町がサッカー公園の整備を行い、サンフレッチェのトップチームの練習拠点とユースチーム育成の拠点を町内に置くことが決められた。当時の吉田町は高齢化時代を迎えており、この事業は町の活性化「若者定住促進等緊急プロジェクト」として整備が進められた。早速ユースが吉田運動公園を拠点に活動を開始、1994年ユース寮が完成した。
1998年11月「吉田サッカー公園」開場、11月23日に完成式典が行われ、1999年2月からトップチームの練習を開始した。吉田町の事業費24億9,600万円。
2004年、市町村合併に伴い安芸高田市所有となる。2005年、隣に吉田温水プールが完成した。2007年指定管理者制度を導入、公益財団法人安芸高田市地域振興事業団が指定管理者となり、年約5,700万円で運営管理を担った。サンフレッチェ広島が創立30周年を迎えるにあたり練習環境の充実や安芸高田市との関係をより強化にする目的で、2022年4月サンフレッチェが指定管理者となり、施設名称は「安芸高田市サッカー公園」に変更となった。
主な改修履歴は以下の通り。
- 2003年 : 人工芝の大規模な改善を図り、ロングパイル芝に張替を行っている[3][6]。整備費約5,000万円で[6]、同年に移籍した久保竜彦や藤本主税の移籍金で賄われている[7]。
- 2010年 : 人工芝を張り替えている。事業費6,993万円で、うち3,000万円はスポーツ振興くじの助成金を活用している[6][8]。
- 2023年 : 人工芝の全面的な改修工事が行われた[6]。事業費2億4,445万円で、およそ2/3が寄付金（サッカー公園整備寄附704件/1,783万円・ふるさと納税寄付5,453件/1億4,698万円）で賄われている[9]。あわせて公募で「サンフレパーク」の愛称が名付けられた[9]。

## 交通
- JR
  - 芸備線向原駅からタクシーで約20分[3]
- 車
  - 中国自動車道高田ICから約10分[3]
  - 広島市内から国道54号を三次方面へ約60分[3]
- バス
  - 広電バス「上根・吉田線「吉田営業所」乗車、タクシーで5分[3]
  - 備北交通「三次・吉田方面」乗車、「吉田営業所」下車、徒歩15分
  - お太助バス曽我神社線「西浦入口」下車、徒歩15分[2]